# Doratulina rotundus
Doratulina rotundus är en insektsart som beskrevs av Singh-pruthi 1930. Doratulina rotundus ingår i släktet Doratulina och familjen dvärgstritar. Inga underarter finns listade i Catalogue of Life.